# Adam Bogumił Helbich

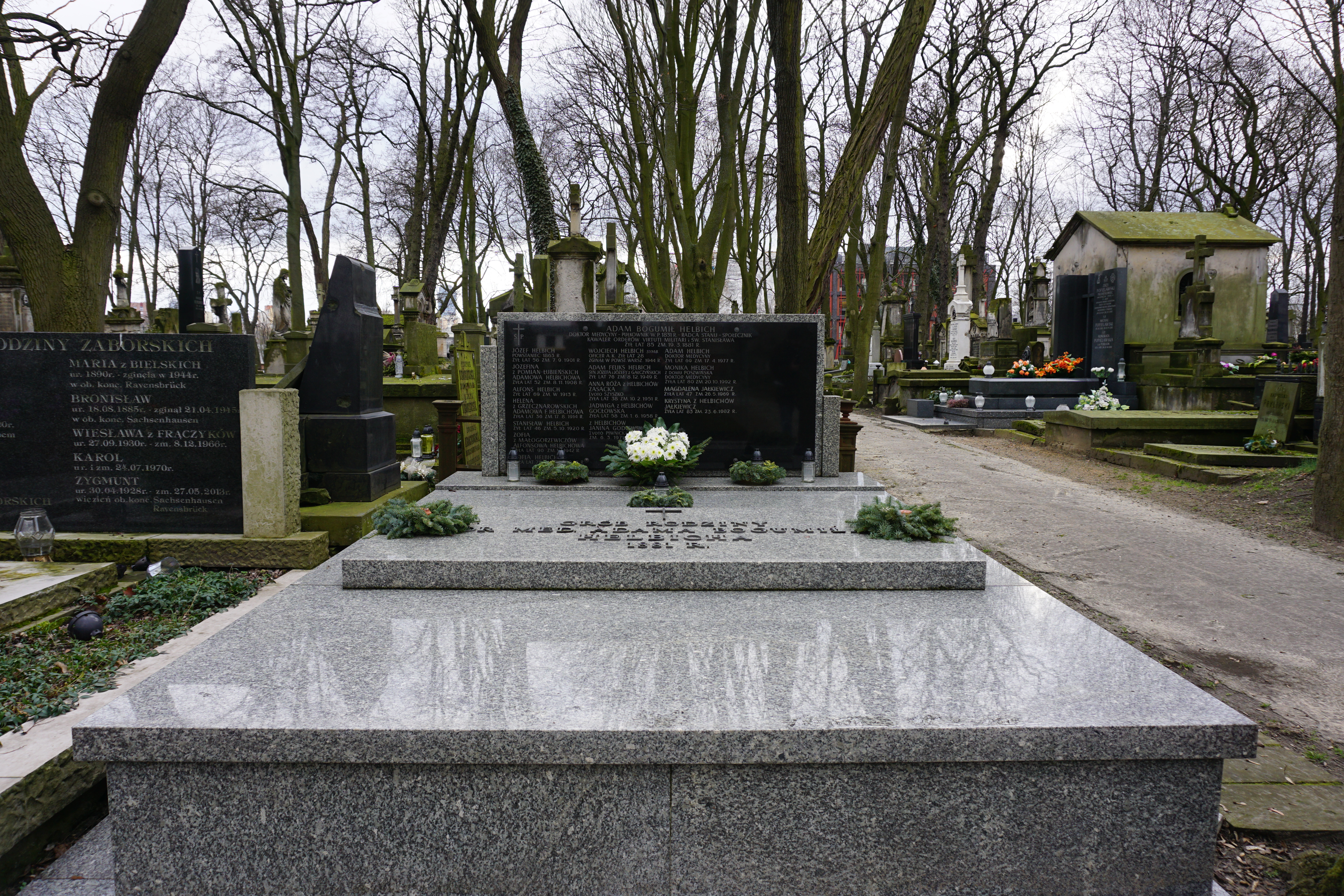
Grób Adama Bogumiła Helbicha na cmentarzu Powązkowskim

Adam Bogumił Helbich (ur. 20 grudnia 1796 w Warszawie, zm. 19 marca 1881 w Konarach) – polski lekarz i filantrop.

## Życiorys
Rodzina Helbichów pochodziła z okolic Olsztyna i przeniosła się do Warszawy w XVIII wieku. Ojcem Adama był Antoni, nauczyciel, matką Marianna z Mościckich. Chłopiec został w wieku lat 10 osierocony przez ojca i utrzymywał się dając korepetycje. W 1813 Adam otrzymał stypendium miasta Warszawy w wysokości 1000 złotych rocznie i podjął naukę w Szkole Lekarskiej w Warszawie, gdzie w 1817 uzyskał dyplom magistra medycyny, chirurgii i położnictwa. Dalsze studia odbywał w Berlinie i Wiedniu. Po powrocie z zagranicy pracował w latach 1818–1822 jako lekarz wojskowy w armii Królestwa Polskiego. Po zwolnieniu z wojska był przez jakiś czas zastępcą lekarza powiatowego w Koninie, po czym udał się na dalsze studia do Berlina, gdzie uzyskał po obronie dysertacji doktorskiej De carbunculo polonico (O polskim kołtunie, na ten temat wiele prac ogłosił także jego dobry znajomy, kaliszanin Henryk Dobrzycki) tytuł doktora medycyny.
Po powrocie z Berlina osiadł w 1827 w Kaliszu i zamieszkał w domu przy ulicy Warszawskiej (ob. Zamkowa). Jako lekarz wojskowy w czasie powstania listopadowego Helbich leczył Kazimierza Asnyka, ojca Adama Asnyka, z którym się zaprzyjaźnił i którego później sprowadził do Kalisza, a w 1838 podawał przyszłego poetę (który w dowód wdzięczności rodziny Asnyków otrzymał po nim pierwsze imię) do chrztu. Awansowany na lekarza dywizyjnego (w czasie jednej z bitew wykonał 22 amputacje) otrzymał Order Wojenny Virtuti Militari. Po upadku powstania Helbich powrócił do Kalisza i w 1835 objął stanowisko dyrektora Szpitala Głównego (Szpitala św. Trójcy), prowadząc jednocześnie prywatną praktykę lekarską. W Kaliszu miał pozostać do roku 1841.
Po przeniesieniu się do Warszawy zamieszkał na ul. Długiej i dalej prowadził prywatną praktykę lekarską, będąc znanym z tego, że ubogich leczył za darmo. W 1847 założył wspólnie z Natansonem i Le Brunem pierwsze czasopismo lekarskie w Królestwie Polskim, Tygodnik Lekarski, w którym umieścił z biegiem lat około 80 artykułów. Jednocześnie był aktywnym wolnomularzem, członkiem loży "Szkoła Równości" w Lublinie. Przy obchodach 50-lecia pracy lekarskiej w 1867 otrzymał tytuł doktora honoris causa warszawskiej Szkoły Głównej, zaś Rada Lekarska Królestwa Polskiego ufundowała nagrodę jego imienia. W 1868 przeszedł na emeryturę i osiadł w swym folwarku w Konarach koło Przysuchy. Leczył tam za darmo ludność chłopską i żydowską i zajmował się pszczelarstwem. Tam też zmarł w 1881. W pogrzebie uczestniczyła wielka liczba żałobników, wśród nich liczna delegacja żydowska z rabinem. Zwłoki przewieziono do Warszawy i pochowano na cmentarzu Powązkowskim w miejscu 157-6-1 do 4.
Helbich był dwukrotnie żonaty, z Rozalią Rootzenstein oraz Anielą Amelią Lessel (1814-1856), ze znanej rodziny warszawskich architektów), córką wziętego architekta warszawskiego Fryderyka Alberta Lessla i Chrystiany Alberty Leppigé i miał dwóch synów.